# Mathieu de Combarel de Leyval
Mathieu Jean Louis Désiré de Combarel de Leyval (Vernet-Sainte-Marguerite, 11 de fevereiro de 1808 — Clermont-Ferrand, 24 de abril de 1869) foi um proprietário de terras e um político francês. Ele foi membro da Assembléia Nacional durante a monarquia de julho e a Segunda República Francesa.

## Primeiros anos (1808–1848)
Mathieu Jean Louis Désiré de Combarel de Leyval nasceu em 11 de fevereiro de 1808 em Vernet-Sainte-Marguerite, Puy-de-Dôme. Seus pais eram Hipólito de Combarel de Gibanel, proprietário de La Reynerie (falecido em 1848) e Antoinette Françoise Hipólito Dauphine de Leyval (falecida em 1839). Seu tio materno era ex-deputado de Puy-de-Dôme.
Combarel de Leyval herdou a propriedade, entrou na política desde tenra idade e foi eleito para o Conselho Geral de Puy-de-Dôme. Sob a monarquia de julho, em 2 de março de 1839, Combarel de Leyval foi eleito deputado do 4.º colégio (Riom) de Puy-de-Dôme. Ele se juntou a centro-esquerda e geralmente votou a favor do governo. Ele foi reeleito em 9 de julho de 1842 por 146 votos em 191 e em 1 de agosto de 1846 por 137 votos em 232. Ele ocupou o cargo até 24 de fevereiro de 1848.
Combarel de Leyval foi nomeado Cavaleiro da Legião de Honra em 2 de agosto de 1845.

## Segunda República (1848-1851)
Sob a Segunda República Francesa, Combarel de Leyval foi eleito para a Assembleia Constituinte de Puy-de-Dôme em 23 de abril de 1848. Juntou-se à direita. Ele votou, em 9 de agosto de 1848, pelo restabelecimento da restrição física; em 26 de agosto de 1848, pela acusação de Louis Blanc e Marc Caussidière, em 7 de outubro de 1848, contra a emenda de Jules Grévy para subordinar a presidência à Assembleia, em 2 de novembro de 1848 contra o direito ao trabalho, em 4 de novembro de 1848 para toda a Constituição, em 25 de novembro de 1848 para parabenizar o general Louis-Eugène Cavaignac, em 28 de dezembro de 1848, contra a redução do imposto sobre o sal, em 12 de janeiro de 1849, pela proposta de Rateau dissolver a Assembleia, em 21 de março de 1849 pela proibição de clubes e em 2 de maio de 1849 contra a anistia dos transportes. Combarel de Leyval falou na Assembleia em várias ocasiões, notadamente na sessão de 29 de janeiro de 1849, para instar a Assembleia Constituinte a terminar seu trabalho. Depois de apoiar o governo de Cavaignac, ele apoiou Louis Napoleon Bonaparte e declarou que era a favor da expedição a Roma.
Combarel de Leyval foi reeleito para a Assembleia Legislativa em 13 de maio de 1849, mantendo-se no cargo até 2 de dezembro de 1851. Ele foi um dos mais fortes defensores da política reacionária do governo, e frequentemente falou em defesa dessa política. Ele votou a lei de 31 de maio de 1850 que restringe o sufrágio universal, a lei de Falloux-Parieu sobre educação e a revisão da Constituição.

## Carreira posterior (1851–1869)
Após o golpe de Estado de 2 de dezembro de 1851, Combarel de Leyval não obteve apoio oficial como candidato ao 4.º círculo eleitoral de Puy-de-Dôme nas eleições do Conselho Legislativo de 29 de fevereiro de 1852. De fato, ele foi fortemente contra a administração e não foi capaz de imprimir material eleitoral. Dois amigos que distribuíram documentos eleitorais manuscritos em pousadas foram presos e presos. Ele ganhou apenas 1.456 votos contra 20.782 para Francisque Rudel du Miral, que foi eleito. Ele então voltou à vida privada. Ele morreu em 24 de abril de 1869 em Clermont-Ferrand, Puy-de-Dôme.